# Jabalpur Cantonment
Jabalpur Cantonment è una suddivisione dell'India, classificata come cantonment board, di 66.482 abitanti, situata nel distretto di Jabalpur, nello stato federato del Madhya Pradesh. In base al numero di abitanti la città rientra nella classe II (da 50.000 a 99.999 persone).

## Geografia fisica
La città è situata a 23° 10' 59 N e 80° 00' 52 E.

## Società

### Evoluzione demografica
Al censimento del 2001 la popolazione di Jabalpur Cantonment assommava a 66.482 persone, delle quali 39.528 maschi e 26.954 femmine. I bambini di età inferiore o uguale ai sei anni assommavano a 6.333, dei quali 3.360 maschi e 2.973 femmine. Infine, coloro che erano in grado di saper almeno leggere e scrivere erano 55.629, dei quali 35.132 maschi e 20.497 femmine.